# Rodeio (Santa Catarina)
Pour les articles homonymes, voir Rodeio.
Rodeio est une ville brésilienne de l'État de Santa Catarina.

## Généralités
La municipalité compte une population aux origines diverses, surtout originaire d'Europe. On parle encore italien à Rodeio, l'Italie étant le pays d'origine d'une importante frange de la population. La culture de la banane et du riz sont les principales activités agricoles de Rodeio.

## Géographie
Rodeio se situe par une latitude de 26° 55′ 22″ sud et par une longitude de 49° 21′ 59″ ouest, à une altitude de 106 mètres.
Sa population était de 10 914 habitants au recensement de 2010. La municipalité s'étend sur 131 km2.
Elle fait partie de la microrégion de Blumenau, dans la mésorégion de la Vallée du rio Itajaí. La ville se situe à 195 km de la capitale de Santa Catarina, Florianópolis.

## Histoire
Située dans la moyenne Vallée du rio Itajaí, région majoritairement peuplée par des descendants d'immigrants allemands, Rodeio compte étonnamment près de 80 % d'habitants d'ascendance italienne. Les immigrants italiens commencèrent à arriver en 1875, en provenance de la région de Trente, marquant profondément la culture locale. Elle reçut le nom de Rodeio car ses premiers explorateurs se rendirent compte qu'ils tournaient en rond, comme lors d'un rodéo. La localité devient une municipalité en mai 1936.

## Culture
Une des principales attractions de Rodeio est la Fête (La Sagra) qui commémora en 2006 son 18e anniversaire. Elle dure 10 jours pendant lesquels se déroulent des célébrations traditionnelles italiennes, arrosées de vin et de plats typiques, animés par des groupes de danse et de musique.  Elle se déroule en septembre.

## Administration

### Liste des maires
Depuis son émancipation de la municipalité de Timbó en 1936, Rodeio a successivement été dirigée par :
- Sílvio Scoz - 1937 à 1947
- Amaro da Silva Pacheco - 1947
- Joaquim Rigo - 1947
- Ermínio Gadotti - 1947 à 1951
- Jacó Furlani - 1951
- Heitor Beninca - 1951 à 1956
- Georg Schütz Júnior - 1956 à 1961
- Germano Tambosi - 1961 à 1965
- Heitor Beninca - 1966 à 1970
- Estácio Pisetta - 1970 à 1973
- José Maximiliano Venturi - 1973 à 1977
- Estácio Pisetta - 1977 à 1983
- António José Venturi - 1983 à 1988
- Hélio José Fiamoncini - 1988 à 1992
- Flávio Betti da Cruz - 1993 à 1996
- Hélio José Fiamoncini - 1997 à 2000
- António José Venturi - 2001 à 2004
- Carlos Alberto Pegoretti - 2005 à aujourd'hui

### Divisions administratives
La municipalité est constituée d'un seul district, siège du pouvoir municipal.

## Villes voisines
Rodeio est voisine des municipalités (municípios) suivantes :
- Benedito Novo
- Timbó
- Indaial
- Ascurra